# Knićanin
Knićanin (cyr. Книћанин) – wieś w Serbii, w Wojwodinie, w okręgu środkowobanackim, w mieście Zrenjanin. W 2011 roku liczyła 1753 mieszkańców.